# Carex neomiliaris
Carex neomiliaris là một loài thực vật có hoa trong họ Cói. Loài này được Lepage mô tả khoa học đầu tiên năm 1957.